# Канту Гарса, Федерико
Федерико Эраклио Канту Гарса (исп. Federico Heraclio Cantú Garza; 3 марта 1907, Монтеррей, Мексика — 29 января 1989, Мехико, Мексика) — мексиканский художник, гравёр и скульптор. Он считался членом движения мексиканского мурализма, но его стиль заметно отличался, в основном придерживавщийся более старых и более академических форм живописи и скульптуры. Наибольший успех Канту имел на выставках в США и Европе, хотя муралы и скульптуры он создавал в Мексике. Его самая известная работа — скульптура под названием «Материнство» (исп. La maternidad), изображение которой было адаптировано для логотипа Мексиканского института социального обеспечения (IMSS).

## Биография
Федерико Канту родился в семье писательницы Марии Луисы Гарсы и журналиста Адольфо Канту, выступавшего против режима Порфирио Диаса. Он родился незадолго до начала Мексиканской революции и провёл своё детство в Нуэво-Леоне и Сан-Антонио (штат Техас), в 1920-х годах его семья навсегда переехала в Мексику. Федерико Канту родился 3 марта 1907 года в Монтеррее, но позднее он изменил год своего рождения на 1908 год, а место рождения — на Кадерейту-Хименес, откуда происходила его семья.
В 1922 году, в возрасте 14 лет, Канту поступил в Школу живописи на открытом воздухе (исп. Escuela de Pintura al Aire Libre), где его учителем был художник Альфредо Рамос Мартинес. Он контактировал с растущим движением мексиканского мурализма и недолгое время, в 1924 году, изучал фресковую живопись под началом Диего Риверы.
С 1924 по 1934 год Канту путешествовал и жил в Европе и США. Сначала он поселился в Париже на улице Деламбр на Монпарнасе, когда ему было всего 16 лет. Во время своего пребывания в Европе он познакомился с различными художниками-авангардистами того времени, включая Пабло Пикассо, Альфонсо Рейеса, поэта Сесара Вальехо и скульптора Матео Эрнандеса. Канту учился у скульптора Хосе де Крифта. Во время своей жизни в Париже он накопил коллекцию собственных рисунков, названную его сыном, Федерико Канту Фабилой, «Парижской коллекцией». Также за время своего пребывания там, Канту создал более двух сундуков рисунков, сделанных им в Академию де ла Гранд Шомьер. Эти сундуки были потеряны.
В 1929 году Канту впервые женился, его избранницей стала Лус Фабила Монтес де Ока.
Его пребывание в США было недолгим. В 1934 году Канту уехал из Европы в Мексику. В 1930-х годах он присоединился к группе художников и галерее Инес Амор, но вскоре после этого основал студию в Нью-Йорке, поскольку его друзья с Монпарнаса обосновались там, спасаясь от Второй мировой войны.
Федерико Канту умер 29 января 1989 года. Его останки покоятся у подножия его фрески 1959 года «Бог Отец и распятие» (исп. Dios Padre y crucifixion) в часовне Межконтинентального университета в Тлалпане.

## Творчество
Творческая карьера Канту продолжалась более 65 лет и включала в себя выставки, монументальные и дизайнерские работы, иллюстрации и многое другое. С 1924 по 1931 год он выставлял свои работы в США и Европе, причём его первая выставка проходила в Лос-Анджелесе. Его же первая выставка в Мексике состоялась в 1933 году в Салоне искусства Секретариата народного образования. Живя в Нью-Йорке, Канту также принял участие в нескольких коллективных выставках. Он имел большой успех в этих двух местах, а также с другими выставками: в галерее Тейт в Лондоне, Музея современного искусства, галереях Macy’S и Perls в Нью-Йорке.
Канту создал монументальные работы, такие как фрески и скульптуры, одним из первых его муралов стала совместная работа с Роберто Монтенегро в 1934 году. Эти фрески можно было обнаружить в университетах, правительственных зданиях и частных домах. С 1951 до начала 1960-х годов он посвятил большую часть своего времени живописи фресок в частных домах, с того времени многие из них были приобретены правительством Нуэво-Леона. В 1950-х годах Канту создал муралы в штаб-квартире Мексиканского института социального обеспечения в Мехико под названием «Учение Кетцалькоатля» (исп. Las Enseñanzas de Quetzalcoatl) и «Лежащая мать» (исп. Maternidad Yacente). Первый был повреждён в результате землетрясения в Мехико в 1985 году и был восстановлен его сыном Канту Фабилой и его женой Эльзой. В 1958 году Канту изваял две каменные плиты для экстерьера театра Unidad Independencia в Мехико. Однако на следующий день после того, как они были закончены, они были украдены. Аналогичная судьба постигла и одну из копий эмблемы IMSS. Канту также создал барельеф под названием «Лучник, стреляющий в солнце» (исп. El Flechador del sol) в 1961 году на Сьерра-Мадре вдоль шоссе между Линаресом и Галеаной, расположенными в муниципалитете Итурбиде (Нуэво-Леон). Однако, эта работа рассыпалась в 2002 году, а её восстановленные части ныне выставлены в музее на её прежнем месте. Канту изваял свой последний памятник в 1988 году, который был посвящён Альфонсо Рейесу.